# Persone di nome Luigi/Militari
| Questa pagina contiene informazioni ricavate automaticamente dalle voci biografiche con l'ausilio del template Bio e di un bot. L'aggiornamento è periodico e automatico e ricostruisce completamente la pagina. Se manca una persona in questa lista, sei pregato di non aggiungerla, ma accertati piuttosto che la sua voce biografica contenga il template Bio e che i dati anagrafici siano correttamente compilati. Se il template Bio manca, inseriscilo tu stesso o, in alternativa, metti l'avviso {{tmp\|Bio}} che ne segnala la mancanza. Se i dati riportati sono sbagliati, correggi direttamente la voce biografica; le modifiche saranno visibili in questa lista entro pochi giorni. Per chiarimenti vedi il progetto antroponimi. La lista contiene solo le 125 persone che sono citate nell'enciclopedia e per le quali è stato implementato correttamente il template Bio. Pagina aggiornata al 6 giu 2025. |

Questa è una lista di persone presenti nell'enciclopedia che hanno il nome Luigi e sono militari.

## A(5)
- Luigi Acerbi, militare italiano (Castel Goffredo, n. 1857 - Adua, † 1896)
- Luigi Ignazio Adorno, militare italiano (Noto, n. 1917 - Avola, † 1943)
- Luigi Albanese, militare statunitense (Cornedo Vicentino, n. 1946 - Vietnam, † 1966)
- Luigi Albera, militare italiano (Milano, n. 1910 - Horlivka, † 1943)
- Luigi Andreotti, militare italiano (San Terenzo, n. 1829 - Lerici, † 1871)

## B(12)
- Luigi Bailo, militare e aviatore italiano (Rapallo, n. 1882 - Selva di Tarnova, † 1916)
- Luigi Baldan, militare e operaio italiano (Dolo, n. 1917 - Mirano, † 2017)
- Luigi Barriello, militare italiano (Cerignola, n. 1915 - Bardia, † 1941)
- Luigi Filippo Benedettini, militare e politico italiano (Roma, n. 1898 - Roma, † 1978)
- Luigi Beretta, militare italiano (Ronco Biellese, n. 1810 - San Martino della Battaglia, † 1859)
- Luigi Bevilacqua, militare italiano (Flaibano, n. 1895 - Piave, † 1918)
- Luigi Biasucci, militare italiano (Roma, n. 1890 - Monastir, † 1941)
- Luigi Birarda, militare italiano (Sedegliano, n. 1904 - Madrid, † 1937)
- Luigi Girolamo Vittorio Napoleone Bonaparte, militare francese (Bruxelles, n. 1914 - Prangins, † 1997)
- Luigi Bossi, militare e patriota italiano (Binasco, n. 1823 - Francia, † 1870)
- Luigi IV di Bueil, militare francese
- Luigi Buglione di Monale, militare italiano (Saluzzo, n. 1821 - Roma, † 1884)

## C(18)
- Luigi Cadorin, militare italiano (Vazzola, n. 1895 - Asmara, † 1940)
- Luigi Caligaris, militare e politico italiano (Torino, n. 1931 - Roma, † 2019)
- Luigi Callegari, militare e partigiano italiano (Montacuto, n. 1923 - Fabbrica Curone, † 1944)
- Luigi Calligaris, militare, architetto e orientalista italiano (Barbania, n. 1808 - Barbania, † 1870)
- Luigi Canzanelli, militare e partigiano italiano (Il Cairo, n. 1921 - Murci, † 1944)
- Luigi Guglielmo Carletti, militare italiano (Cremona, n. 1844 - Torino, † 1894)
- Luigi Cavaglià, militare italiano (Carignano, n. 1920 - Ovcji Brod, † 1942)
- Luigi Ceccarini, militare e patriota italiano (Roma, n. 1819 - † 1887)
- Luigi Chiavellati, militare italiano (Terni, n. 1902 - Passo Uarieu, † 1936)
- Luigi Ciaffaleone di Villabona, militare italiano (Sicilia - Torino, † 1807)
- Luigi Cicconetti, militare e politico italiano (Poggio Mirteto, n. 1868 - Roma, † 1945)
- Luigi Cigersa, militare italiano (Alessandria, n. 1866 - Altopiano di Asiago, † 1916)
- Luigi Cirenei, militare, compositore e direttore d'orchestra italiano (Castel del Piano, n. 1881 - Roma, † 1947)
- Luigi Cito Filomarino, militare e politico italiano (Fiesole, n. 1861 - Roma, † 1931)
- Luigi Conti, militare e aviatore italiano (Bologna, n. 1899 - Marina di Pisa, † 1926)
- Luigi Coralli, militare italiano (Casteggio, n. 1880 - Monte Pertica, † 1918)
- Luigi Corrado, militare italiano (Oria, n. 1890 - Roma, † 1982)
- Luigi Cortile, militare e partigiano italiano (Nola, n. 1898 - Campo di concentramento di Melk, † 1945)

## D(11)
- Luigi D'Andrea, militare italiano (San Nicola la Strada, n. 1945 - Dalmine, † 1977)
- Luigi Di Barca, militare italiano (Valguarnera Caropepe, n. 1957 - Palermo, † 1982)
- Luigi Di Bernardo, militare italiano (Moggio Udinese, n. 1931 - Clusane, † 1971)
- Luigi Diamante, militare, calciatore e allenatore di calcio italiano (Tortona, n. 1918 - Tortona, † 1955)
- Luigi d'Isengard, militare, patriota e presbitero italiano (La Spezia, n. 1843 - La Spezia, † 1915)
- Luigi Nicola de Majo, militare italiano (n. 1778 - † 1860)
- Luigi-Armando I di Borbone-Conti, militare francese (Parigi, n. 1661 - Fontainebleau, † 1685)
- Luigi di Borbone, conte di Vermandois, militare francese (Castello di Saint-Germain-en-Laye, n. 1667 - Fiandre, † 1683)
- Luigi Ercole Timoleone di Cossé-Brissac, militare e nobile francese (Parigi, n. 1734 - Parigi, † 1792)
- Luigi di Nassau-Beverweerd, militare olandese (n. 1602 - L'Aia, † 1665)
- Luigi Tommaso di Savoia-Soissons, militare italiano (Parigi, n. 1657 - Petit-Landau, † 1702)

## E(1)
- Luigi Evangelisti, militare italiano (n. 1821 - Roma, † 1906)

## F(7)
- Luigi Ferrari, militare e politico italiano (Castelnuovo Magra, n. 1826 - Castelnuovo Magra, † 1895)
- Luigi Ferraro, ufficiale italiano (Quarto dei Mille, n. 1914 - Genova, † 2006)
- Luigi Fiorentini, militare italiano (Pavia, n. 1893 - Prima battaglia di El Alamein, † 1942)
- Luigi Forlano, militare e calciatore italiano (Rocchetta Tanaro, n. 1884 - Nova Vas nad Dragonjo, † 1916)
- Luigi Freguglia, militare italiano (Cento, n. 1888 - † 1938)
- Luigi Fuccia, militare italiano (Marcianise, n. 1914 - † 1937)
- Luigi Alberto Fumi, militare italiano (Orvieto, n. 1919 - Campagna italiana di Grecia, † 1940)

## G(13)
- Luigi Gabelli, militare e aviatore italiano (Porcia, n. 1906 - Lechemti, † 1936)
- Luigi Gallo, militare italiano (Roma, n. 1915 - Battaglia di Nibeiwa, † 1940)
- Luigi Gentile, militare e aviatore italiano (Sammichele di Bari, n. 1920 - Shannon, † 1960)
- Luigi Ghilardi, militare italiano (Lucca, n. 1810 - Aguascalientes, † 1864)
- Luigi Giannella, militare e aviatore italiano (Barletta, n. 1914 - Bari, † 2007)
- Luigi Giannettino, militare italiano (Palermo, n. 1883 - Trento, † 1917)
- Luigi Giorgi, militare italiano (Carrara, n. 1913 - Ferrara, † 1945)
- Luigi Giovè, militare italiano (Lovere, n. 1893 - Cerro Cruz, † 1938)
- Luigi Gonzaga di Palazzolo, militare italiano († 1626)
- Luigi I Gonzaga di Palazzolo, militare e letterato italiano (Borgo Virgilio, † 1549)
- Luigi Gori, militare e aviatore italiano (Pontassieve, n. 1894 - Susegana, † 1917)
- Luigi Gorrini, militare e aviatore italiano (Alseno, n. 1917 - Alseno, † 2014)
- Luigi Goytre, militare italiano (Cavour, n. 1893 - Tirana, † 1943)

## I(2)
- Luigi Iacovelli, militare italiano (Campobasso, n. 1968)
- Luigi Incisa Beccaria di Santo Stefano, militare italiano (Grognardo, n. 1813 - Torino, † 1900)

## L(7)
- Luigi Lagna, militare e aviatore italiano (Collegno, n. 1918 - Brihuega, † 1937)
- Luigi Lama, militare italiano (Aosta, n. 1891 - Giavera del Montello, † 1918)
- Luigi Lanzuolo, militare italiano (Torino, n. 1890 - Berat, † 1943)
- Luigi Laviano, militare italiano (Caserta, n. 1911 - Fronte del Don, † 1942)
- Luigi Lodi, militare e aviatore italiano (Bologna, n. 1910 - Madrid, † 1937)
- Luigi Longanesi Cattani, militare italiano (Bagnacavallo, n. 1908 - Roma, † 1991)
- Luigi Lusignani, militare italiano (Vernasca, n. 1896 - Corfù, † 1943)

## M(15)
- Luigi Magliani, militare italiano (Napoli, n. 1914 - Metemma, † 1940)
- Luigi Malvezzi, militare e ingegnere italiano (Vicenza, n. 1884 - Roma, † 1943)
- Luigi Manfredi, militare italiano (Sant'Ilario Ligure, n. 1896 - Campagna italiana di Russia, † 1943)
- Luigi Mangano, militare italiano (Messina, n. 1967)
- Luigi Manusardi, militare italiano (Colombier, n. 1891 - Ponte Tisisat Dildil, † 1937)
- Luigi Marchesi, militare italiano (Torino, n. 1910 - † 1997)
- Luigi Mariotti, militare e aviatore italiano (Torino, n. 1913 - Mojkovac, † 1944)
- Luigi Maronese, militare e carabiniere italiano (Treviso, n. 1957 - Padova, † 1981)
- Luigi Mascherpa, ufficiale italiano (Genova, n. 1893 - Parma, † 1944)
- Luigi Masi, militare, patriota e politico italiano (Petrignano, n. 1814 - Palermo, † 1872)
- Luigi Masini, militare, partigiano e politico italiano (Firenze, n. 1889 - Bergamo, † 1959)
- Luigi Michelazzi, militare italiano (Firenze, n. 1912 - altopiano dell'Ogaden, † 1936)
- Luigi Michelet, militare italiano (Firenze, n. 1896 - Crespano del Grappa, † 1918)
- Luigi Milano, militare e partigiano italiano (Lanciano, n. 1909 - Roma, † 1951)
- Luigi Morandi, militare e partigiano italiano (Firenze, n. 1920 - Firenze, † 1944)

## N(1)
- Luigi Nazari, militare e aviatore italiano (Legnano, n. 1911 - Legnano, † 1982)

## O(1)
- Luigi Olivari, ufficiale e aviatore italiano (La Spezia, n. 1891 - Santa Caterina, † 1917)

## P(6)
- Luigi Arbib Pascucci, militare italiano (Roma, n. 1909 - Bir el Abd, † 1942)
- Luigi Petrillo, militare e pentatleta italiano (Villa San Giovanni, n. 1903 - Roma, † 1969)
- Luigi Pettinati, militare italiano (Cavatore, n. 1864 - Caporetto, † 1915)
- Luigi Piglione, militare italiano (Corsione, n. 1866 - Monte Kukla, † 1916)
- Luigi Poderico, militare italiano (Napoli - Napoli, † 1675)
- Luigi Priveato, militare italiano (Pettorazza Grimani, n. 1921 - Babina Polica, † 1942)

## R(3)
- Luigi Rendina, militare italiano (L'Aquila, n. 1916 - Vendreshë, † 1941)
- Luigi Ridolfi, militare e aviatore italiano (Pievequinta, n. 1894 - Verona, † 1919)
- Luigi Rovelli, ufficiale e aviatore italiano (Rodi Garganico, n. 1915 - Alessandria d'Egitto, † 1941)

## S(13)
- Luigi Santucci, militare italiano (Castel del Piano, n. 1895 - Amba Tzelleré, † 1935)
- Luigi Sapienza, ufficiale italiano (Catania, n. 1866 - Catania, † 1939)
- Luigi Sartini, militare italiano (Foiano della Chiana, n. 1893 - Africa Settentrionale Italiana, † 1941)
- Luigi Giulio di Savoia, militare italiano (Tolosa, n. 1660 - Petronell-Carnuntum, † 1683)
- Luigi Sbaiz, militare italiano (Muzzana del Turgnano, n. 1918 - Poggio Scanno, † 1945)
- Luigi Scapuzzi, militare italiano (Fiorenzuola d'Arda, n. 1920 - Leonforte, † 1943)
- Luigi Sedea, militare e partigiano italiano (Padova, n. 1913 - Bocche di Cattaro, † 1943)
- Luigi Serravalle, militare italiano (Noli, n. 1825 - Noli, † 1874)
- Luigi Settino, militare italiano (San Pietro in Guarano, n. 1897 - Dosso Faiti, † 1917)
- Luigi Sommariva, militare e aviatore italiano (Forlì, n. 1892 - Cattaro, † 1918)
- Luigi Spallacci, militare e aviatore italiano (Tripoli, n. 1918 - Cielo dell'Albania, † 1941)
- Luigi Spellanzon, militare italiano (Conegliano, n. 1913 - Augodegò, † 1938)
- Luigi Stipa, ufficiale e partigiano italiano (Appignano del Tronto, n. 1900 - Ascoli Piceno, † 1992)

## T(4)
- Luigi Tandura, militare e partigiano italiano (Vittorio Veneto, n. 1921 - Premariacco, † 1944)
- Luigi Tempini, militare italiano (Pisogne, n. 1911 - Brihuega, † 1937)
- Luigi Tiscornia, militare e politico italiano (Sampierdarena, n. 1862 - Torino, † 1950)
- Luigi Toselli, militare italiano (Alessandria, n. 1876 - † 1941)

## U(1)
- Luigi Umoglio della Vernea, militare italiano (Torino, n. 1755 - Torino, † 1836)

## V(3)
- Luigi Valcarenghi, militare italiano (Grumello Cremonese, n. 1891 - Passo Uarieu, † 1936)
- Luigi Varanini, militare italiano (Milano, n. 1892 - Saf–Saf, † 1914)
- Luigi Vaschi, militare e aviatore italiano (Scorzarolo di Borgoforte, n. 1899 - Endà Selessie, † 1935)

## Z(2)
- Luigi Zacco, militare italiano (Modica, n. 1890 - Balishti-Qifarishtes, † 1940)
- Luigi Zamboni, militare italiano (Bologna, n. 1909 - Mar Mediterraneo, † 1943)